# Dysdera ligustica
Dysdera ligustica là một loài nhện trong họ Dysderidae.
Loài này thuộc chi Dysdera. Dysdera ligustica được Fulvio Gasparo miêu tả năm 1997.